# Helicoverpa
Helicoverpa is een geslacht van nachtvlinders uit de familie Noctuidae.

## Soorten
- H. armigera

Katoendaguil Hübner, 1808
- H. assulta (Guenée, 1852)
- H. atacamae Hardwick, 1965
- H. bracteae Hardwick, 1965
- H. confusa Hardwick, 1965
- H. fletcheri Hardwick, 1965
- H. gelotopoeon Dyar, 1921
- H. guidellii Constantini, 1922
- H. hawaiiensis Quaintance & Brues, 1905
- H. helenae Hardwick, 1965
- H. minuta Hardwick, 1965
- H. neckerensis Todd, 1978
- H. pacifica Hardwick, 1965
- H. prepodes Common, 1985
- H. punctigera Wallengren, 1860
- H. richinii Berio, 1939
- H. tibetensis Hardwick, 1965
- H. titicacae Hardwick, 1965
- H. toddi Hardwick, 1965
- H. zea (Boddie, 1850)

### Foto's

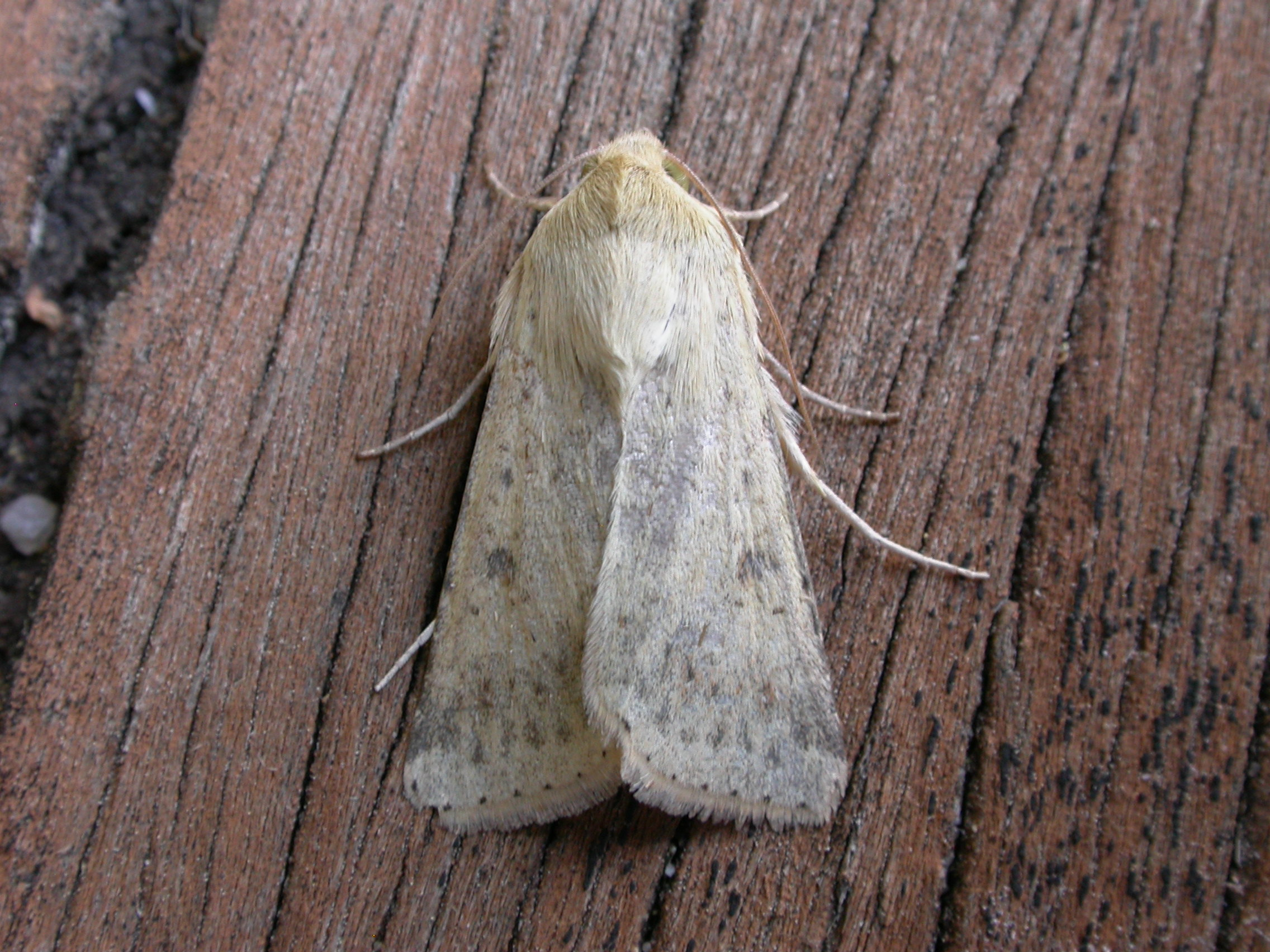
Helicoverpa punctigera
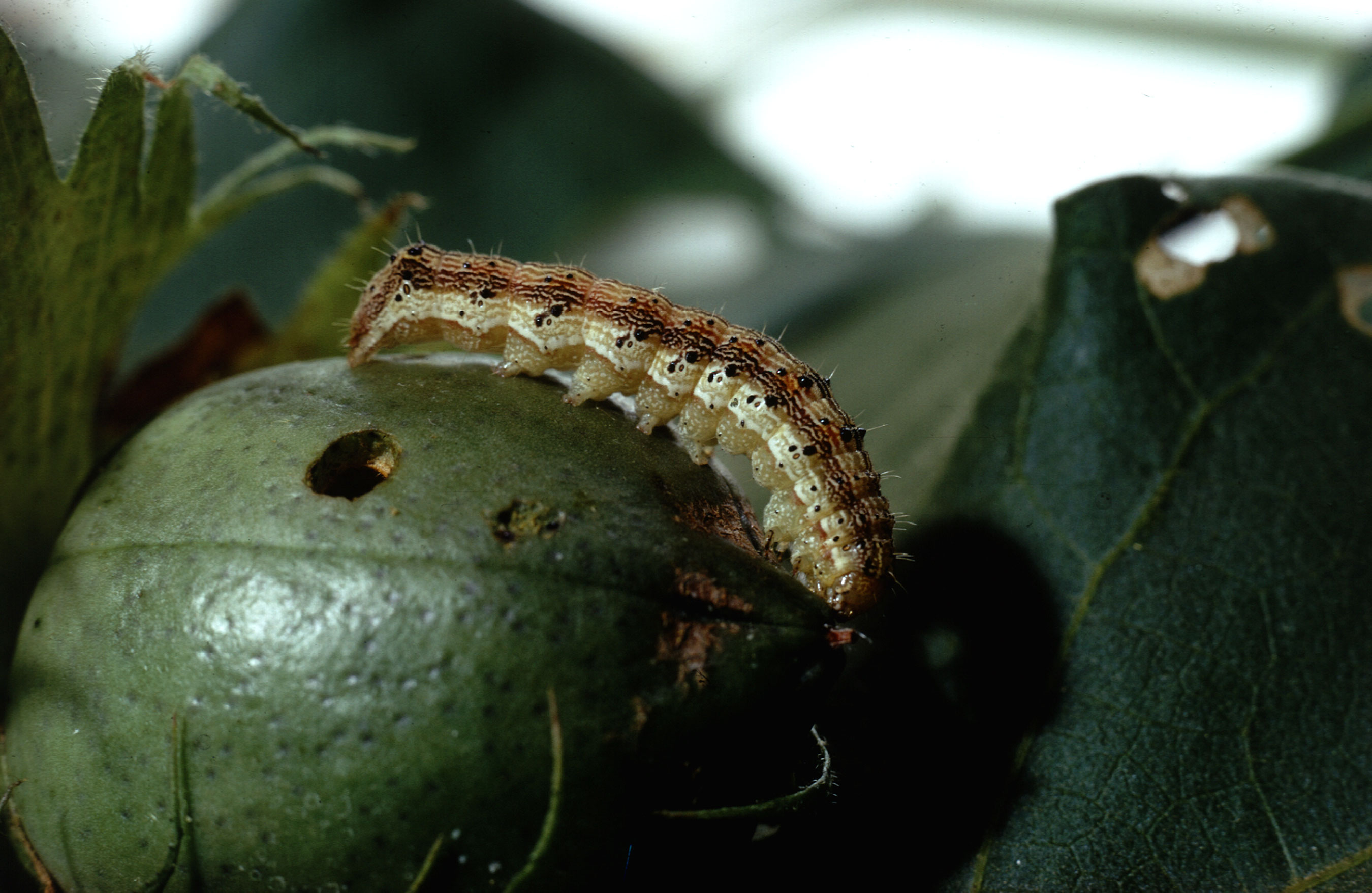
Helicoverpa zea